# Número de agregação
O número de agregação é o limiar do número de moléculas presentes em uma micela quando a concentração micelar crítica (CMC) é atingida. Detalhadamente, foi definido como o número médio de monômeros tensioativos em uma micela esférica. 
O número de agregação de micelas pode ser determinado por calorimetria de titulação isotérmica quando o número de agregação não é muito alto.
Outro experimento clássico para determinar o número médio de agregação envolveria o uso de uma sonda luminescente, um supressor (Quenching) e uma concentração conhecida de Tensioativo. Se a concentração do supressor for variada e o CMC do surfactante for conhecido, o número médio de agregação pode ser calculado. 